# 46308 Joelsercel
46308 Joelsercel este o planetă minoră (asteroid) din centura de asteroizi. A fost descoperită pe 28 iulie 2001 la Stația Anderson Mesa de Lowell Observatory Near-Earth-Object Search și a fost numită după Joel C. Sercel⁠(d). 
Obiectul prezintă o orbită caracterizată de o semiaxă mare de 2,9323780054356 UAi, o excentricitate de 0,10831007182558, o înclinație de 2,9680912901517 ° în raport cu ecliptica.